# John Key
John Phillip Key (Auckland, 9 augustus 1961) is een Nieuw-Zeelandse politicoloog en politicus. Van 2008 tot 2016 was hij premier van Nieuw-Zeeland.
Bij de parlementsverkiezingen in 2011 vergrootte de New Zealand National Party haar aantal zetels naar 59, waardoor Key een minderheidskabinet heeft kunnen formeren met steun van de partijen ACT New Zealand, United Future en Māori. 
Op 5 december 2016 maakte Key, voor de buitenwereld volkomen onverwacht, bekend af te zullen treden als premier. Als reden voerde hij familieomstandigheden aan: zijn premierschap zou inmiddels te veel opofferingen gevraagd hebben van zijn gezin. Een week later, op 12 december 2016, benoemde de National Party vicepremier en minister van Financiën Bill English tot Keys opvolger, waarna deze nog dezelfde dag officieel werd ingezworen als premier.
Zijn functie als parlementslid voor Helensville hield Key aan tot april 2017, drie maanden voor de nieuwe parlementsverkiezingen.